# Пісенний конкурс Євробачення 2000
Пісенний конкурс Євробачення 2000 - 45-й конкурс пісні Євробачення, який відбувся 13 травня 2000 року в Стокгольмі, Швеція. Конкурс провели за присутності 12 000 чоловік. Число учасників було збільшено до 24. Боснія і Герцеговина, Литва, Португалія, Польща й Словенія були змушені пропустити цей рік через низький середній бал у попередніх конкурсах. Фінляндія, Македонія, Румунія, Росія й Швейцарія повернулися, і Латвія вперше приєдналася до конкурсу.
Цього року вперше були представлені два нововведення. Вийшов збірник всіх 24 пісень конкурсу. По-друге, Майкрософт уперше передавав конкурс у прямому ефірі за допомогою Інтернету. Гран-Прі був присуджений Данії з піснею «Fly on the wings of love», виконаною гуртом «Olsen brothers».

## Результати
| # п/п | Країна          | Виконавець                                | Пісня                            | Очок | Місце |
| ----- | --------------- | ----------------------------------------- | -------------------------------- | ---- | ----- |
| 14    | Данія           | Olsen Brothers                            | Fly on the wings of love         | 195  | 1     |
| 9     | Росія           | Алсу                                      | Solo                             | 155  | 2     |
| 21    | Латвія          | Brainstorm                                | My star                          | 136  | 3     |
| 4     | Естонія         | Ines                                      | Once in a lifetime               | 98   | 4     |
| 15    | Німеччина       | Штефан Рааб                               | Wadde hadde dudde da?            | 96   | 5     |
| 23    | Ірландія        | Eamonn Toal                               | Millennium of love               | 92   | 6     |
| 18    | Швеція          | Roger Pontare                             | When spirits are calling my name | 88   | 7     |
| 7     | Мальта          | Claudette Pace                            | Desire                           | 73   | 8     |
| 17    | Хорватія        | Горан Каран                               | Kad zaspu anđeli                 | 70   | 9     |
| 22    | Туреччина       | Pinar Ayhan & S.O.S. band                 | Yorgunum anla                    | 59   | 10    |
| 8     | Норвегія        | Charmed                                   | My heart goes boom               | 57   | 11    |
| 12    | Ісландія        | Einer Ágúst Víðisson og Telma Ágústdóttir | Tell me!                         | 45   | 12    |
| 2     | Нідерланди      | Лінда Ваґенмакерс                         | No goodbyes                      | 40   | 13    |
| 24    | Австрія         | The rounder girls                         | All to you                       | 34   | 14    |
| 19    | Македонія       | XXL                                       | 100 % te ljubam                  | 29   | 15    |
| 3     | Велика Британія | Nicki French                              | Don't play that song again       | 28   | 16    |
| 6     | Румунія         | Taxi                                      | The moon                         | 25   | 17    |
| 13    | Іспанія         | Serafín Zubiri                            | Colgado de un sueño              | 18   | 18    |
| 20    | Фінляндія       | Nina Åström                               | A little bit                     | 18   | 18    |
| 16    | Швейцарія       | Jane Bogaert                              | La vita cos'è?                   | 14   | 20    |
| 11    | Кіпр            | Voice                                     | Nomiza                           | 8    | 21    |
| 1     | Ізраїль         | Ping Pong                                 | Sa'me'akh                        | 7    | 22    |
| 5     | Франція         | Sofia Mestari                             | On aura le ciel                  | 5    | 23    |
| 10    | Бельгія         | Nathalie Sorce                            | Envie de vivre                   | 2    | 24    |

## Голосування
Згідно з правилами, країни-учасниці повинні були використовувати телеголосування, в якому десять найкращих пісень отримують від 1-8, 10 і до найвищих 12 балів. У телеголосуванні глядачам допускається голосувати щонайбільше трьох разів. У випадках, коли телеголосування було неможливим, замість нього використовувалося журі: Росії, Македонії, Туреччини і Румунії.
Нідерландські голоси були використані балами резервного журі замість глядачів через катастрофу на складі піротехнічних засобів з феєрверками в місті Енсхеде.

### 12 балів у фіналі
| К-сть | Країна, що отримала | Країна, що голосувала                                                          |
| ----- | ------------------- | ------------------------------------------------------------------------------ |
| 8     | Данія               | Ізраїль, Ірландія, Велика Британія, Росія, Ісландія, Німеччина, Швеція, Латвія |
| 4     | Росія               | Румунія, Мальта, Кіпр, Хорватія                                                |
| 4     | Латвія              | Естонія, Норвегія, Бельгія, Фінляндія                                          |
| 3     | Німеччина           | Іспанія, Швейцарія, Австрія                                                    |
| 2     | Туреччина           | Нідерланди, Франція                                                            |
| 1     | Румунія             | Північна Македонія                                                             |
| 1     | Ісландія            | Данія                                                                          |
| 1     | Швеція              | Туреччина                                                                      |